# 历史社会学
歷史社會學（Historical sociology）是一門新興的社會學分支，其主張者強調對社會現象的研究必須考量歷史的面向及因素，社會現象本質上就是歷史過程中社會互動的結果。
從學術典範變遷的角度來看，二十世紀六十年代以後這門分支在美國社會學界的興起是對當時佔主流地位的結構功能論與抽象的量化研究法的一種深刻的反省與批判，為解決帕森斯主導的現代化理論對歷史不夠重視的困境，社會學家如賽達·斯科次波（Theda Skocpol）主張返回到更重視歷史的歐陸古典傳統，但以韋伯跟馬克思的思想遺緒為主，相形之下涂爾幹或托克維爾的傳統被忽視。
從跨學科交流產生的影響來看，當時在歷史學界中新社會史跟新文化史的盛行也對社會學的歷史轉向有推波助瀾之效，在方法跟主題上豐富了社會學家的歷史想像。

## 發展歷史
在「重塑現代性：政治、歷史、社會學」一書中，Julia Adams、Elisabeth Clemens、Ann Shola Orloff等人將歷史社會學的發展劃分成三個時期，雖然他們對同領域學者作品的解讀及劃分的原則仍受到相當程度的質疑，但三階段說還是可以當成一個大致掌握歷史社會學版圖演變的參考。

### 古典時期
也正是社會學研究跟理論基礎形成的肇始期，現代社會的崛起成形為社會學探討的中心課題，這一歷史性轉變是馬克思、韋伯、托克維爾、涂爾幹、齊美爾、W·E·B·杜波依斯(DuBois)、伊里亞思等人關注的焦點。

### 復興期
二次大戰後到60年代前期，社會學理論跟研究方法分別被以帕森斯為首的結構功能論和問卷、普查等數理量化研究所籠罩，古典作品中的歷史意識跟歷史面向的必要性消失在「社會學為純粹科學」的學科目標中，但是正是這些理論家及實證主義者的學生後來成為歷史社會學再興的主導份子，在70跟80年代，巴靈頓·摩爾、班迪克斯、舒默凱·諾亞·艾森思塔特、李普瑟、查爾斯·堤利、賽達·斯科次波、華勒斯坦等人成為再興的先驅、著重探討民族國家、革命、群眾運動、工業社會跟階級形成的歷史過程、資本主義世界體系的歷史等主題。

### 開枝散葉時期
指80年代後受到後現代、後結構主義潮流沖激而生的文化轉向之影響，有關性別、認同、後殖民歷史、大眾文化紛紛成為歷史社會學家關注的焦點，復興期以來的主流——政治經濟學、國家、革命——逐漸轉成多元化的眾多分流，也採用了更多質性研究的方法。

## 學科關懷
現代國家的形成與資本主義的萌芽，可以說是歷史社會學最重要的研究命題。相關的研究在早期有濃厚的西方中心主義傾向，晚近修正為架構包含各區域的世界體系，關注到東西方及各區域間多元互補的發展過程。代表學者有查爾斯·堤利、賽達·斯科次波、迈克尔·曼、巴林顿·摩尔等。